# بنجامین وولتمن
بنجامین وولتمن (انگلیسی: Benjamin Woltmann؛ زادهٔ ۷ ژوئن ۱۹۹۰) بازیکن فوتبال اهل آلمان است.
از باشگاه‌هایی که در آن بازی کرده‌است می‌توان به باشگاه فوتبال آگسبورگ اشاره کرد.